# Noisy-le-Roi
Noisy-le-Roi è un comune francese di 8 185 abitanti situato nel dipartimento degli Yvelines nella regione dell'Île-de-France.

## Geografia fisica
Il territorio comunale è bagnato dal Ru de Gally.

## Storia

### Simboli
Lo stemma comunale è stato adottato dal comune nel 1959.

## Società

### Evoluzione demografica
Abitanti censiti